# Меридиан (космический аппарат)
«Меридиан» (индекс ГУКОС — 14Ф112) — серия российских спутников связи двойного назначения, разработанных «Информационные спутниковые системы» имени академика М. Ф. Решетнёва по заказу Министерства обороны России. Запуски космических аппаратов «Меридиан» производятся с космодрома «Плесецк» ракетами-носителями семейства «Союз-2» с разгонным блоком «Фрегат».

## История
Работы по созданию спутника третьего поколения «Меридиан» начались в середине 1980-х годов в рамках создания Единой Системы Спутниковой Связи второго этапа (ЕССС-2). Предыдущая система, ЕССС первого этапа, состояла из спутников «Радуга» на геостационарной орбите и спутников «Молния-3» на высокоэллиптических орбитах. В состав орбитальной группировки ЕССС-2, призванной заменить ЕССС-1, должны были войти спутники «Радуга» и «Радуга-1» на ГСО, а также новые спутники на ВЭО. Начало лётных испытаний последних планировалось на 1989—1990 годы.
Первый вариант КА «Меридиан» изготавливался в омском ПО «Полёт», но из-за прекращения финансирования, лётные испытания так никогда и не были начаты. Работы были переданы в НПО ПМ, где разработка КА была продолжена уже на новой базе. После нескольких пересмотров стратегии развития военных спутников связи, предполагалось, что новый аппарат должен заменить сразу несколько поколений спутников: взять на себя связные функции системы «Парус», а также систем «Молния-1Т» и «Молния-3».

## Предназначение
КА «Меридиан» является спутником двойного назначения, то есть развёртывается для использования как в военных, так и в гражданских целях. С одной стороны, группировка КА «Меридиан» заменит два различных типа военных спутников связи: КА серии «Молния» («Молния-3» и «Молния-3К») и КА серии «Парус». С другой стороны, спутники должны обеспечить ретрансляцию сигналов для связи морских судов и самолётов ледовой разведки в районе Северного морского пути с береговыми наземными станциями и расширить сеть спутниковой связи северных районов Сибири и Дальнего Востока в интересах развития экономики России.
Группировка КА «Меридиан» на ВЭО предназначена для работы в составе Интегрированной Системы Спутниковой Связи (ИССС) вместе с КА «Радуга-1М», работающими на ГСО.

## Конструкция

### Платформа
«Меридиан» изготавливается на платформе, частично унифицированной с платформой навигационных КА «Глонасс-М». Поэтому некоторые системы «Меридиана» и «Глонасс-М», такие как бортовой компьютер, система управления движением и двигатели ориентации, общие. Для установки полезной нагрузки, спутник имеет в своем составе герметичный приборно-агрегатный отсек.
КА «Меридиан» имеет трёхосную систему ориентации: продольная ось аппарата направлена к центру Земли, а две трёх-секционные панели солнечных батарей мощностью 3 кВт имеют одноосную ориентацию на Солнце. Такая система облегчает наведение крупногабаритных антенн спутника, а также позволила разместить радиатор системы терморегулирования на его теневой стороне. Ориентация в пространстве обеспечивается маховиками и электромагнитными исполнительными органами и двигателями малой тяги на гидразине (масса заправки — 25 кг.).

### Полезная нагрузка
На борту КА «Меридиан» установлены три ретранслятора, работающие в разных частотных диапазонах. По имеющейся информации, один из ретрансляторов отечественного производства изготавливается в Ижевске. Другой ретранслятор спутника с полной обработкой и коммутацией сигналов на борту для системы спутниковой связи «Корунд-М» был разработан в НПЦ «Спурт» (Зеленоград).

## Орбита

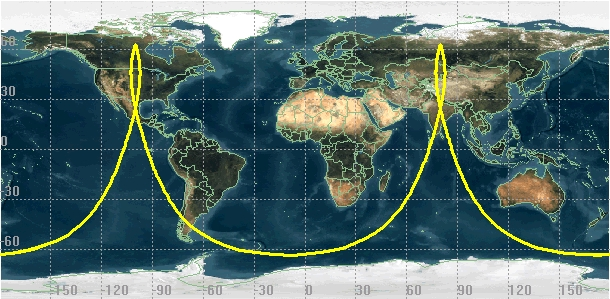
Одна из наземных трасс КА «Меридиан»

Выведение КА «Меридиан» осуществляется ракетой-носителем «Союз-2.1а» или «Союз-2.1б» с разгонным блоком «Фрегат» на орбиты наклонением 62,8°.
КА «Меридиан» используются вместо КА «Молния» на 12-и часовых высокоэллиптических орбитах «Молния» с апогеем в Северном полушарии (высота апогея около 40 000 км, а перигея около 1000 км). КА разделены на пары, в каждой из которых спутники двигаются вдоль одной наземной трассы с интервалом в 6 часов друг за другом. В период связи аппараты находятся очень высоко над территорией России и, таким образом, являются весьма слабо перемещающимися объектами относительно наземных станций. Это упрощает процесс наведения и удержания их антенн.

## История запусков
| 1  | Меридиан №11Л   | 24.12.2006 | 29668 | 2006-061A | «Союз-2.1а» — «Фрегат» | Плесецк 43/4 | Спутник потерян в результате разгерметизации |
| 2  | Меридиан №12Л   | 22.05.2009 | 35008 | 2009-029A | «Союз-2.1а» — «Фрегат» | Плесецк 43/4 | Запуск частично успешный: аппарат вышел на нерасчетную орбиту. Использовался по назначению, но не в составе спутниковой группировки ИССС 23.04.2021 сошел с орбиты |
| 3  | Меридиан №13Л   | 02.11.2010 | 37212 | 2010-058A | «Союз-2.1а» — «Фрегат» | Плесецк 43/4 | Успех. КА используется по назначению |
| 4  | Меридиан №14Л   | 04.05.2011 | 37398 | 2011-018A | «Союз-2.1а» — «Фрегат» | Плесецк 43/4 | Успех. С космическим аппаратом установлена и поддерживается устойчивая телеметрическая связь и все бортовые системы аппарата работают нормально.                   |
| 5  | Меридиан №15Л   | 23.12.2011 |       |           | «Союз-2.1б» — «Фрегат» | Плесецк 43/4 | Неудача. Спутник потерян в результате аварии ракеты-носителя. Фрагменты третьей ступени РН обнаружены на юге Новосибирской области.                                |
| 6  | Меридиан №16Л   | 14.11.2012 | 38995 | 2012-063A | «Союз-2.1а» — «Фрегат» | Плесецк 43/4 | Успех. Старт и полет ракеты-носителя, а также отделение КА прошли в штатном режиме. Спутник взят на управление средствами ГИКЦ им. Г. С. Титова.                   |
| 7  | Меридиан №17Л   | 30.10.2014 | 40296 | 2014-069A | «Союз-2.1а» — «Фрегат» | Плесецк 43/4 | Успех. Старт и полет ракеты-носителя, а также отделение КА прошли в штатном режиме. Спутник взят на управление средствами ГИКЦ им. Г.С. Титова                     |
| 8  | Меридиан-М №18Л | 30.07.2019 | 44453 | 2019-046A | «Союз-2.1а» — «Фрегат» | Плесецк 43/4 | Успех. Запущенный с космодрома Плесецк спутник связи «Меридиан» отделился от разгонного блока «Фрегат» и выведен на расчетную орбиту.                              |
| 9  | Меридиан-М №19Л | 20.02.2020 | 45254 | 2020-015А | «Союз-2.1а» — «Фрегат» | Плесецк 43/3 | Успех. Старт ракеты-носителя «Союз-2.1А» и выведение космического аппарата на орбиту разгонным блоком «Фрегат» прошли в штатном режиме.                            |
| 10 | Меридиан-М №20Л | 22.03.2022 | 52145 | 2022-030A | «Союз-2.1а» — «Фрегат» | Плесецк 43/3 | Успех. Космический аппарат "Меридиан-М" в расчетное время выведен на целевую орбиту и принят на управление наземными средствами ГИКЦ им. Г. С. Титова              |

### Аварии
- Первый аппарат данной серии Меридиан-1 (29668 / 2006-061A), был выведен 24 декабря 2006 года ракетой носителем «Союз-2.1а» с использованием разгонного блока «Фрегат». Аппарат проработал штатно в течение нескольких месяцев, но был потерян из-за разгерметизации, предположительно, в результате внешнего воздействия[4].
- Запуск второго аппарата Меридиан-2 (35008 / 2009-029A) был осуществлен 22 мая 2009 года в 01:53 МСК с космодрома «Плесецк» при помощи ракеты-носителя среднего класса «Союз-2.1а». Был признан частично успешным из-за невыхода аппарата на целевую орбиту. После прохождения всех испытаний, КА используется по назначению, но не в составе спутниковой группировки ИССС. Спутник двигается по нерасчётной орбите и её плоскость постепенно меняется относительно орбит остальных спутников[4].
- Пятый запуск КА «Меридиан» 23 декабря 2011 года закончился неудачно на 421-й секунде полёта. Причиной аварии стала нештатная работа двигателя РД-0124 третьей ступени РН. Обломки ракеты-носителя и спутника упали в различных частях Ордынского района Новосибирской области, в том числе в р.п. Ордынское, сёлах Вагайцево и Чернаково. Один из обломков, диаметром около 40 см, упал на жилой дом селе Вагайцево. Обломок пробил крышу дома, образовав отверстие диаметром более двух метров. Находившиеся в доме люди не пострадали[8].